# Ettore De Carolis
Ettore De Carolis (Paliano, 13 febbraio 1940 – Roma, 25 dicembre 2007) è stato un musicista e arrangiatore italiano.

## Biografia
Musicista colto, già noto negli anni sessanta per essere stato membro del complesso musicale psichedelico Chetro & Co., fu arrangiatore di Francesco Guccini (Opera buffa, Stanze di vita quotidiana, Metropolis),  Claudio Lolli (Canzoni di rabbia),  Gabriella Ferri, Alan Sorrenti e molti altri artisti.
De Carolis morì nel 2007.
Era sposato con Donatina Furlone, conosciuta anche come Donatina De Carolis Furlone, attrice e cantante in alcuni brani del marito . La coppia ebbe due figlie, tra cui la francesista Chetro De Carolis.

## Discografia

### Da solista

#### Album
- Ciociaria. Una terra di antichi silenzi - Dischi Ricordi, 1970
- Abruzzo. Canti e magia - Dischi Ricordi, 1971
- Arie antiche della Pescara - Fonit Cetra, 1972
- Arie antiche dell'Alto Aniene - Fonit Cetra, 1973/74
- Il Lazio, i canti e le zampogne - Albatros, 1975/77
- Castello di Carte - I dischi dello Zodiaco, 1976
- Saturnino Farandola - CAM AMP 195, 1979
- Qual donna canterà (Boccaccio & C.) - WEA, 1981
- Le canzoni di Pier Paolo Pasolini - BMG Ricordi, 1995
- Arie e versetti popolari di Trevi nel Lazio - Trevi, 2003

#### Singoli
- Danze della sera (a nome Chetro & Co.) - Parade, 1968

### Arrangiamenti e collaborazioni
- Francesco Guccini (Opera buffa, Stanze di vita quotidiana, Metropolis)
- Alan Sorrenti (Dicitencello vuje)
- Gabriella Ferri (Le mantellate, Barcarolo romano, Ciccio Formaggio)
- Maria Monti (Memoria di Milano)
- Claudio Lolli (Canzoni di rabbia)
- Enzo Maolucci (L'industria dell'obbligo)
- Ernesto Bassignano (Moby Dick)
- Gigi Proietti
- Daisy Lumini
- La Zavorra
- Alunni del Sole
- Stanza della Musica

## Radio

### Autore
- Divertimenti sul tema, programma musicale in 13 puntate, con Donatina Furlone
- Lo cantare alla zampogna, special sceneggiato, con Gigi Proietti
- La musica e le stagioni, 2 puntate, con Mario Colangeli
- Quando nascisti tu, sceneggiato, 6 puntate, con Sandro Merli
- Musica a fumetti (1), 13 puntate (Radio 3, per Pierluigi Tabasso)
- Musica a fumetti (2), sceneggiato, 7 puntate (per C'era una volta, DSE/Radio 3, Mauro Gobbini)
- 14 spazi musicali in Un certo discorso/Musica, (Radio 3, Pasquale Santoli)
- Appunti sulla musica folclorica (L'Italia Meridionale e le isole), sceneggiato, Radio 3/DSE Mauro Gobbini: 1ª serie: 6 puntate; 2ª serie: 4 puntate
- Alcuni "saggi" su poesia e musica popolare (per Radio 3/Paolo Valmarana)

### Partecipazioni varie
- Via Asiago Tenda, 20 puntate. Arrangiamenti musicali per La Zavorra
- Mie canzoni d'avventura, con Elga Paoli, 4 puntate, arrangiamenti musicali
- Cartabianca, canzoni "a fumetti", con Elga Paoli
- Asiago Tenda Estate: Avventure erotiche, testi e canzoni
- Le canzoni usate, (di D. Palladini). 6 puntate. Arrangiamenti musicali
- Buon Pomeriggio
- Voi ed io
- Primo Nip
- Salve ragazzi
- La cauteraria (regia di Raffaele Meloni)
- Terra, Cielo, Inferno, Paradiso - Laudi Umbre, a cura di Anna Rosa Mavaracchio

### Musiche per prosa radiofonica
- La conquista di Costantinopoli (regia di Raffaele Meloni)
- El pajaro libre
- La Banda Bonnot
- Oltre il confine, (1999, sceneggiato in 20 puntate di Emilia Costantini, regia di Idalberto Fei)
- Il protagonista - l'attore (regia di Sandro Merli)

## Teatro
- La duchessa d'Amalfi (di John Webster, regia di Edmo Fenoglio)
- Trionfi e cadute dell'ultimo Faust (di Guido Ceronetti)
- Festival di Spoleto 1979 (regia di Enrico Job, regia televisiva di Lina Wertmüller)
- Il Vilipendio (teatro-cabaret di Roberto Lerici, Roberto Mazzucco, Camilla Cederna, Alberto Moravia, Gigi Proietti)
- Omobono e gli incendiari (di Max Frisch, regia di Raffaele Meloni)
- La Duchessa d'Amalfi (regia di Gianfranco Varetto)
- Retablo di Don Cristobal (di Garcia Lorca)
- Bric à Brac
- Totem (di Paola Tiziana Cruciani)
- Il pelo bianco (di Shirine Sabet)
- Akragas, (1996-1997-1998, di Paolo Montesi)
- Scene di un adulterio (1997-1998-1999, di Daniele Luttazzi)
- Varie stagioni del Bagaglino
- Teatro di burattini di Giancarlo Santelli

## Cinema
- Diabolik (1968, regia di Mario Bava), arrangiamenti su musica di Ennio Morricone
- Dipingi di giallo il tuo poliziotto (1970, regia di Pier Francesco Pingitore), musiche
- Antigone pourtant si douce (1981, regia di Gritzko Mascioni), musiche
- Bosco d'amore (1982, regia di Alberto Bevilacqua), canzoni
- Il cavaliere, la morte e il diavolo (1983, regia di Beppe Cino), musiche
- Con che passo la frontiera? (1985, regia di Paola Douglas Scotti e Nerina Scelba), musiche

## Televisione

### Autore
- Iniziazione al ritmo (4 puntate di 60', regia di Cesare Giannotti e Franco Matteucci)
- Iniziazione al suono elettronico, 15 sceneggiature (DSE)
- Ritagli di tecniche musicali, 14 testi e interviste (DSE)

### Partecipazione in video e compositore
- Castello di carte (di Gianni Rodari, regia di Raffaele Meloni)
- Fantaghirò (serie di 12 favole, regia di Raffaele Meloni)
- Le storie di Ninetta (6 puntate, regia di Paolo Luciani)
- Saturnino Farandola (13 puntate, regia di Raffaele Meloni)
- L'uovo mondo (di Paola Pascolini), serie di canzoni
- Il trucco c'è (serie di Marcello Argilli e Donatella Ziliotto)
- Musica popolare italiana (3 puntate)

### Colonne sonore
- Città morte, (1997-98, 10 puntate per Geo & Geo, regia di Angela Buffone)
- Risvegli d'Italia, (1996, 2 puntate, di Italo Moscati)
- Premio St.Vincent, documentario storico
- Da Olimpia ad Atlanta, (1996, 15 puntate per le Olimpiadi 1996)
- La ciociara e le altre, (1995, 2 puntate, di Sergio Tau e Italo Moscati)
- L'elemento “D” (giallo in 5 puntate, regia di Vittorio Barino)
- Dracula (Alla ricerca di...), (1992, documentario di Sergio Tau e Gabriele La Porta, DSE)
- Boccaccio & C. (sceneggiato in 13 puntate, regia di Gritzko Mascioni)
- La paura dei fulmini di Mark Twain (regia di Raffaele Meloni)
- Canzoni per "La Zavorra" (in varie puntate del varietà Help)
- Dialogo sui due massimi sistemi - Galileo Galilei (1989, sceneggiato in 10 puntate, regia di Piero Mechini)
- Cosacchia, (1994, documentario in due puntate di Sergio Tau)
- Pitagora (1993, Enciclopedia multimediale Scienze filosofiche, a cura di Renato Parascandolo)
- La natura sperimentata, (TV Scienza, 18 puntate, 1989, regia di Fabio Vannini)
- Campus – Dottor in… (regia di Paolo Montesi, DSE).
- Serie 1991 - 35 puntate - Roma Cinecittà. Serie 1992 - 35 puntate - RAI Torino.
- Un solo mondo (1992/93, documentari di ecologia)
- Le caverne dipinte (animazione, di Lorenzo Taiuti)
- Fisica e senso comune (1985, serie scientifica, 13 puntate, di Antonio Vergine, DSE)
- Terre etrusche in Toscana (1987, 6 puntate, di Silvio Bernardini, DSE)
- In sella ragazzi! (6 puntate, di Paquito Del Bosco)
- Un campione, mille campioni (1983, sport, 20 numeri, regia di Beppe Cino)
- Dieci foto, una storia (13 numeri, di Beppe Cino)
- Itinerari minori in Toscana (6 puntate, di Silvio Bernardini)
- Sulle orme degli antenati (Giornale di archeologia)
- Al di là del Col Fenetre (1986, sceneggiato su Luigi Einaudi, regia di Raffaele Meloni)
- Maternità (1990, 10 servizi di Paolo Montesi, DSE)
- L'età incerta (di Natalia Di Stefano, 3 puntate)
- Rangoon (1988, documentario di George Bottos e Marco Donati)
- Il dono del Nilo (1989, documentario di Guido Simonetti)
- Con la Fenice sul tappeto volante (8 puntate)
- La terra del Brunello. Siena. Cortona. Città Umbre e altro (1989 - 1992, documentari di Silvio Bernardini)
- Geo&Geo - Architettura industriale (1999, 10 documentari di Angela Buffone)
- Calepio - Tecnolingua della lingua (2000, 30 puntate di Tullio De Mauro e PierLuigi Ridolfi, regia di Gabriele Cipollitti)